# 麥基翁山

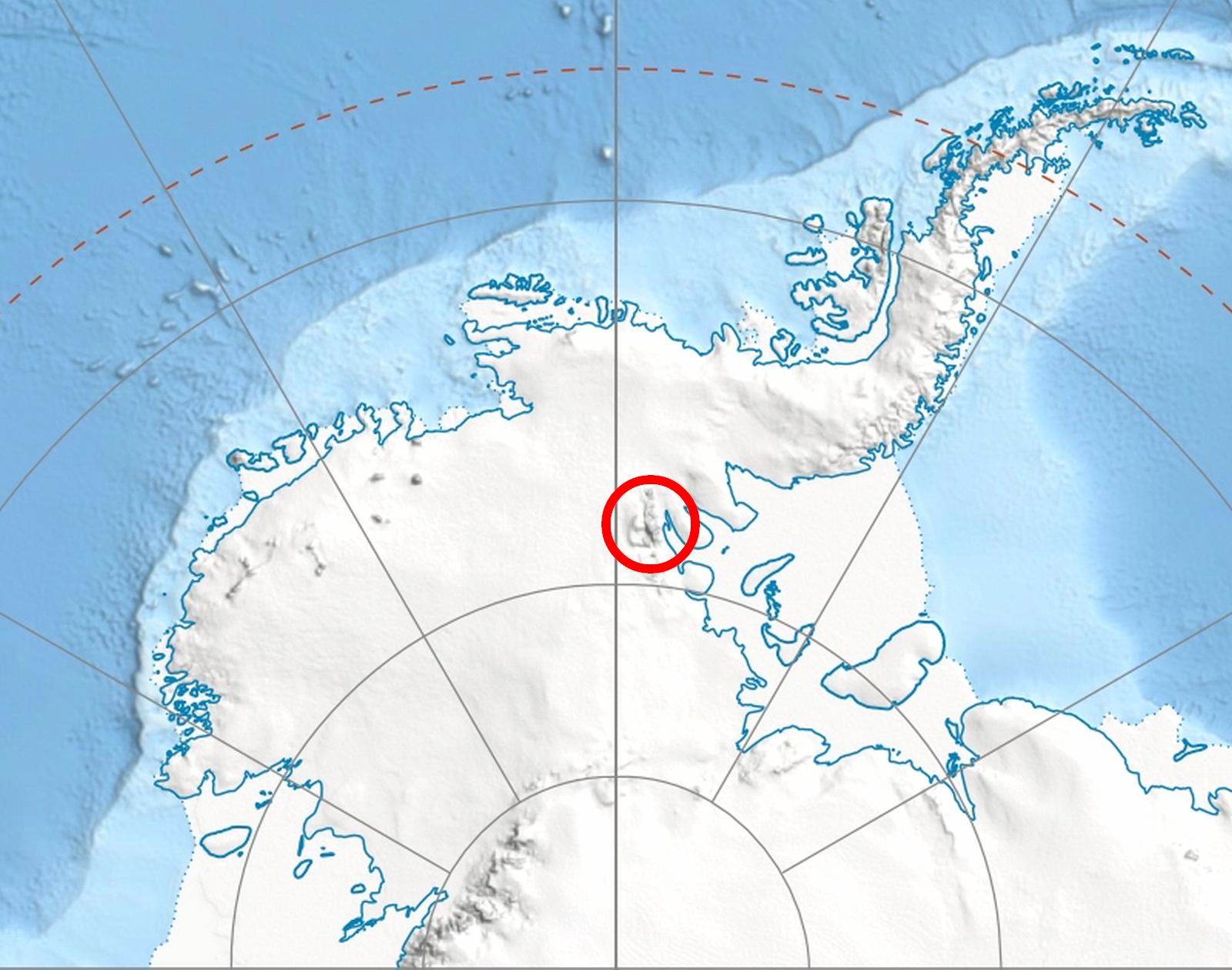

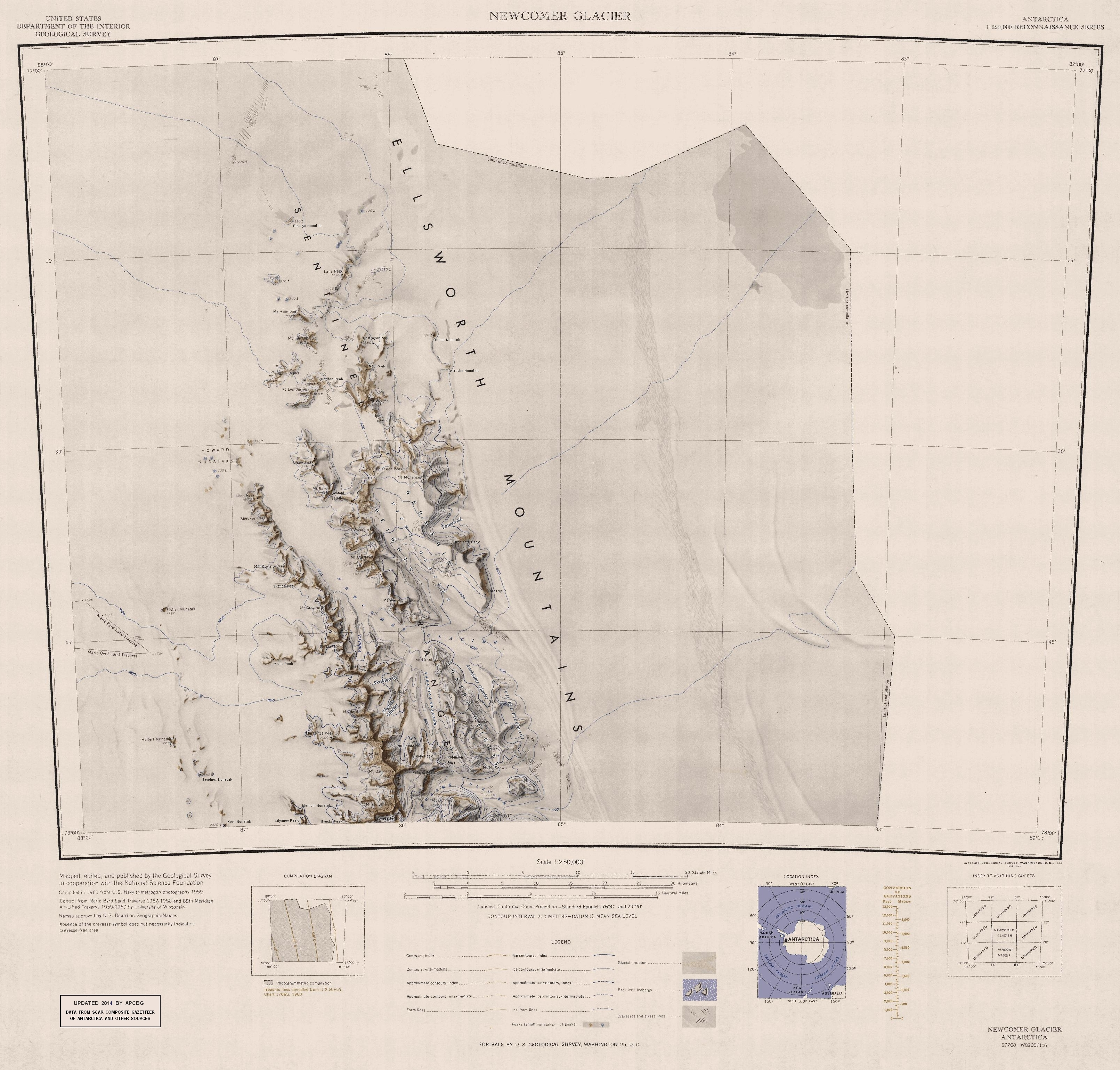

77°56′S 85°31′W / 77.933°S 85.517°W
麥基翁山（英語：Mount McKeown），是南極洲的山峰，位於埃爾斯沃思地，處於施米德山東北面6公里的恩布里冰川北岸，屬於埃爾斯沃思山脈中森蒂納爾嶺的一部分，海拔高度1,880米，現時由南極條約體系管理。